# Ernesto Valverde
Ernesto Valverde Tejedor (Viandar de la Vera, 9 febbraio 1964) è un allenatore di calcio ed ex calciatore spagnolo, di ruolo attaccante, tecnico dell’Athletic Bilbao.

## Carriera

### Giocatore

#### Club
Giocò negli anni ottanta e novanta con Deportivo Alavés e Sestao, giungendo alla definitiva affermazione calcistica con la maglia dell'Espanyol e nel Barcellona. Con l'Espanyol firmò nel 1986 e raggiunse, perdendo, la finale della Coppa UEFA 1987-1988. Nel 1988 si trasferì al Barcellona, con cui vinse una Coppa delle Coppe e una Coppa di Spagna. Due anni dopo si trasferì all'Athletic Bilbao, dove rimase fino al 1996 e formò una valida coppia d'attacco con Cuco Ziganda, segnando 50 gol in 188 partite.

#### Nazionale
Il 10 ottobre 1990 giocò la prima e unica partita con la nazionale spagnola, subentrando a 20 minuti dalla fine in una partita delle qualificazioni al campionato d'Europa 1992, vinta 2-1 contro l'Islanda allo stadio "Ramón Sánchez Pizjuán" di Siviglia

### Allenatore

#### Inizi, Athletic Bilbao ed Espanyol
Inizia ad allenare nel settore giovanile dell'Athletic Bilbao, per poi guidare la prima squadra tra il 2003 e il 2005. Nella prima stagione raggiunge la qualificazione alla Coppa UEFA, nella seconda stagione il nono posto e i sedicesimi di finale di Coppa UEFA. Dal 2006 al 2008 allena l'Espanyol, con cui raggiunge la finale della Coppa UEFA 2006-2007, persa ai tiri di rigore contro il Siviglia.

#### Olympiakos e parentesi Villarreal
Nell'estate del 2008 firma un contratto di due anni con l'Olympiacos, che conduce alla vittoria del campionato, ma subito dopo il club decide di non rinnovargli il contratto per una disputa di natura economica. Nella stagione 2009-2010 Valverde viene assunto dal Villarreal, ma, dopo una partita di campionato persa contro l'Osasuna nel gennaio 2010, viene esonerato.
Il 7 agosto 2010 fa ritorno sulla panchina dell'Olympiakos, con cui vince altri due campionati, nel 2010-2011 e nel 2011-2012. Il 19 aprile 2012 annuncia le sue dimissioni per motivi personali.

#### Valencia
Il 3 dicembre 2012 viene ingaggiato dal Valencia in sostituzione di Mauricio Pellegrino, firmando un contratto fino al termine della stagione. Prende la squadra al 12º posto in Liga e la porta a giocarsi il 4º posto, l'ultimo valido per qualificarsi ai play-off di Champions League, fino all'ultima giornata. A causa della sconfitta contro il Siviglia e della contemporanea vittoria della Real Sociedad sul Deportivo La Coruña, il Valencia deve accontentarsi del 5º posto finale.

#### Ritorno all'Athletic Bilbao
Nel 2013 fa ritorno all'Athletic Bilbao, otto anni dopo la sua prima esperienza, per sostituire Marcelo Bielsa. Al primo anno arriva 4º in Liga e si qualifica ai play-off di Champions League della stagione successiva. In estate supera il Napoli accedendo alla fase a gironi, dove si piazza terzo dietro a Porto e Šachtar; ripescato in Europa League, viene eliminato ai sedicesimi di finale per mano del Torino. In campionato termina al 7º posto. Il 30 maggio 2015 perde la finale di Coppa del Re contro il Barcellona per 1-3.
Il 14 agosto successivo si prende la rivincita conquistando la Supercoppa spagnola proprio ai danni dei blaugrana (4-0 e 1-1). Chiude la stagione in Liga al 5º posto e viene eliminato ai quarti di finale di Europa League contro il Siviglia. Nell'annata successiva arriva 7º in campionato, venendo eliminato ai sedicesimi di finale di Europa League dall'APOEL.

#### Barcellona
Il 29 maggio 2017 viene ufficializzato come nuovo allenatore del Barcellona, firmando un contratto di due anni con opzione per un terzo. Dopo aver perso la Supercoppa di Spagna contro il Real Madrid (1-3 e 0-2), Valverde conduce la squadra alla vittoria del campionato, con 14 punti di vantaggio sull'Atlético Madrid, e della Coppa del Re, superando in finale il Siviglia (5-0). In Champions League il Barcellona viene eliminato dalla Roma ai quarti di finale.
Nell'estate del 2018 si aggiudica la Supercoppa spagnola battendo il Siviglia (2-1). Guida i suoi alla vittoria della Liga, con 11 punti di distacco sull'Atlético Madrid, mentre in Champions è eliminato in semifinale per mano del Liverpool, che ribalta il 3-0 del Camp Nou con uno storico 4-0 ad Anfield Road. In Coppa del Re arriva la sconfitta in finale contro il Valencia (1-2).
Il 13 gennaio 2020, dopo la sconfitta in semifinale della Supercoppa di Spagna, viene esonerato, nonostante avesse chiuso il girone d'andata del campionato in testa alla classifica e si fosse qualificato agli ottavi di finale di Champions League.

#### Secondo ritorno all'Athletic Bilbao
Il 30 giugno 2022 viene ufficializzato il suo ritorno all’Athletic Bilbao dopo oltre due anni di inattività. Dopo l'ottavo posto della stagione 2022-2023, nell'annata seguente arriva quinto in campionato e vince la Coppa del Re ai rigori contro il Maiorca.

## Statistiche

### Cronologia presenze e reti in nazionale
| Cronologia completa delle presenze e delle reti in nazionale ― Spagna | Cronologia completa delle presenze e delle reti in nazionale ― Spagna | Cronologia completa delle presenze e delle reti in nazionale ― Spagna | Cronologia completa delle presenze e delle reti in nazionale ― Spagna | Cronologia completa delle presenze e delle reti in nazionale ― Spagna | Cronologia completa delle presenze e delle reti in nazionale ― Spagna | Cronologia completa delle presenze e delle reti in nazionale ― Spagna | Cronologia completa delle presenze e delle reti in nazionale ― Spagna |
| Data                                                                  | Città                                                                 | In casa                                                               | Risultato                                                             | Ospiti                                                                | Competizione                                                          | Reti                                                                  | Note                                                                  |
| --------------------------------------------------------------------- | --------------------------------------------------------------------- | --------------------------------------------------------------------- | --------------------------------------------------------------------- | --------------------------------------------------------------------- | --------------------------------------------------------------------- | --------------------------------------------------------------------- | --------------------------------------------------------------------- |
| 10-10-1990                                                            | Siviglia                                                              | Spagna                                                                | 2 – 1                                                                 | Islanda                                                               | Qual. Euro 1992                                                       | -                                                                     | 71’                                                                   |
| Totale                                                                |                                                                       | Presenze                                                              | 1                                                                     |                                                                       | Reti                                                                  | 0                                                                     |                                                                       |

### Statistiche da allenatore
Statistiche aggiornate al 25 maggio 2025. In grassetto le competizioni vinte.
| Stagione               | Squadra                | Campionato             | Campionato | Campionato | Campionato | Campionato | Coppe nazionali | Coppe nazionali | Coppe nazionali | Coppe nazionali | Coppe nazionali | Coppe continentali | Coppe continentali | Coppe continentali | Coppe continentali | Coppe continentali | Altre coppe | Altre coppe | Altre coppe | Altre coppe | Altre coppe | Totale | Totale | Totale | Totale | % Vittorie | Piazzamento |
| Stagione               | Squadra                | Comp                   | G          | V          | N          | P          | Comp            | G               | V               | N               | P               | Comp               | G                  | V                  | N                  | P                  | Comp        | G           | V           | N           | P           | G      | V      | N      | P      | %          | Piazzamento |
| ---------------------- | ---------------------- | ---------------------- | ---------- | ---------- | ---------- | ---------- | --------------- | --------------- | --------------- | --------------- | --------------- | ------------------ | ------------------ | ------------------ | ------------------ | ------------------ | ----------- | ----------- | ----------- | ----------- | ----------- | ------ | ------ | ------ | ------ | ---------- | ----------- |
| 2003-2004              | Athletic Bilbao        | PD                     | 38         | 15         | 11         | 12         | CR              | 1               | 0               | 0               | 1               | -                  | -                  | -                  | -                  | -                  | -           | -           | -           | -           | -           | 39     | 15     | 11     | 13     | 38,46      | 5º          |
| 2004-2005              | Athletic Bilbao        | PD                     | 38         | 14         | 9          | 15         | CR              | 8               | 4               | 2               | 2               | CU                 | 8                  | 4                  | 1                  | 3                  | -           | -           | -           | -           | -           | 54     | 22     | 12     | 20     | 40,74      | 9º          |
| 2006-2007              | Espanyol               | PD                     | 38         | 12         | 13         | 13         | CR              | 2               | 0               | 1               | 1               | CU                 | 15                 | 11                 | 4                  | 0                  | SS          | 2           | 0           | 0           | 2           | 57     | 23     | 18     | 16     | 40,35      | 11º         |
| 2007-2008              | Espanyol               | PD                     | 38         | 13         | 9          | 16         | CR              | 4               | 1               | 3               | 0               | -                  | -                  | -                  | -                  | -                  | -           | -           | -           | -           | -           | 42     | 14     | 12     | 16     | 33,33      | 12º         |
| Totale Espanyol        | Totale Espanyol        | Totale Espanyol        | 76         | 25         | 22         | 29         |                 | 6               | 1               | 4               | 1               |                    | 15                 | 11                 | 4                  | 0                  |             | 2           | 0           | 0           | 2           | 99     | 37     | 30     | 32     | 37,37      |             |
| 2008-2009              | Olympiacos             | SL                     | 30         | 23         | 5          | 2          | CG              | 7               | 4               | 2               | 1               | UCL+CU             | 2+8                | 1+4                | 0+0                | 1+4                | -           | -           | -           | -           | -           | 47     | 32     | 7      | 8      | 68,09      | 1º          |
| 2009-gen. 2010         | Villarreal             | PD                     | 20         | 7          | 5          | 8          | CR              | 4               | 1               | 2               | 1               | UEL                | 8                  | 5                  | 0                  | 3                  | -           | -           | -           | -           | -           | 32     | 13     | 7      | 12     | 40,63      | Eson.       |
| 2010-2011              | Olympiacos             | SL                     | 30         | 24         | 1          | 5          | CG              | 4               | 2               | 1               | 1               | UEL                | 0                  | 0                  | 0                  | 0                  | -           | -           | -           | -           | -           | 34     | 26     | 2      | 6      | 76,47      | 1º          |
| 2011-2012              | Olympiacos             | SL                     | 30         | 23         | 4          | 3          | CG              | 6               | 5               | 1               | 0               | UCL+UEL            | 6+4                | 3+3                | 0+0                | 3+1                | -           | -           | -           | -           | -           | 46     | 34     | 5      | 7      | 73,91      | 1º          |
| Totale Olympiakos      | Totale Olympiakos      | Totale Olympiakos      | 90         | 70         | 10         | 10         |                 | 17              | 11              | 4               | 2               |                    | 20                 | 11                 | 0                  | 9                  |             | -           | -           | -           | -           | 127    | 92     | 14     | 21     | 72,44      |             |
| dic. 2012-2013         | Valencia               | PD                     | 24         | 14         | 5          | 5          | CR              | 4               | 2               | 1               | 1               | UCL                | 2                  | 0                  | 1                  | 1                  | -           | -           | -           | -           | -           | 30     | 16     | 7      | 7      | 53,33      | Sub. 5º     |
| 2013-2014              | Athletic Bilbao        | PD                     | 38         | 20         | 10         | 8          | CR              | 6               | 2               | 0               | 4               | -                  | -                  | -                  | -                  | -                  | -           | -           | -           | -           | -           | 44     | 22     | 10     | 12     | 50,00      | 4º          |
| 2014-2015              | Athletic Bilbao        | PD                     | 38         | 15         | 10         | 13         | CR              | 9               | 4               | 3               | 2               | UCL+UEL            | 8+2                | 3+0                | 2+1                | 3+1                | -           | -           | -           | -           | -           | 57     | 22     | 16     | 19     | 38,60      | 7º          |
| 2015-2016              | Athletic Bilbao        | PD                     | 38         | 18         | 8          | 12         | CR              | 6               | 4               | 0               | 2               | UEL                | 14                 | 8                  | 3                  | 3                  | SS          | 2           | 1           | 1           | 0           | 60     | 31     | 12     | 17     | 51,67      | 5º          |
| 2016-2017              | Athletic Bilbao        | PD                     | 38         | 19         | 6          | 13         | CR              | 4               | 3               | 0               | 1               | UEL                | 8                  | 4                  | 1                  | 3                  | -           | -           | -           | -           | -           | 50     | 26     | 7      | 17     | 52,00      | 7º          |
| 2017-2018              | Barcellona             | PD                     | 38         | 28         | 9          | 1          | CR              | 9               | 7               | 1               | 1               | UCL                | 10                 | 6                  | 3                  | 1                  | SS          | 2           | 0           | 0           | 2           | 59     | 41     | 13     | 5      | 69,49      | 1º          |
| 2018-2019              | Barcellona             | PD                     | 38         | 26         | 9          | 3          | CR              | 9               | 5               | 1               | 3               | UCL                | 12                 | 8                  | 3                  | 1                  | SS          | 1           | 1           | 0           | 0           | 60     | 40     | 13     | 7      | 66,67      | 1º          |
| 2019-gen. 2020         | Barcellona             | PD                     | 19         | 12         | 4          | 3          | CR              | 0               | 0               | 0               | 0               | UCL                | 6                  | 4                  | 2                  | 0                  | SS          | 1           | 0           | 0           | 1           | 26     | 16     | 6      | 4      | 61,54      | Eson.       |
| Totale Barcellona      | Totale Barcellona      | Totale Barcellona      | 95         | 66         | 22         | 7          |                 | 18              | 12              | 2               | 4               |                    | 28                 | 18                 | 8                  | 2                  |             | 4           | 1           | 0           | 3           | 145    | 97     | 32     | 16     | 66,90      |             |
| 2022-2023              | Athletic Bilbao        | PD                     | 38         | 14         | 9          | 15         | CR              | 7               | 5               | 1               | 1               | -                  | -                  | -                  | -                  | -                  | -           | -           | -           | -           | -           | 45     | 19     | 10     | 16     | 42,22      | 8º          |
| 2023-2024              | PD                     | 38                     | 19         | 11         | 8          | CR         | 8               | 7               | 1               | 0               | -               | -                  | -                  | -                  | -                  | -                  | -           | -           | -           | -           | 46          | 26     | 12     | 8      | 56,52  | 5º         |             |
| 2024-2025              | PD                     | 38                     | 19         | 13         | 6          | CR         | 2               | 0               | 1               | 1               | UEL             | 14                 | 8                  | 2                  | 4                  | SS                 | 1           | 0           | 0           | 1           | 55          | 27     | 16     | 12     | 49,09  | 4º         |             |
| Totale Athletic Bilbao | Totale Athletic Bilbao | Totale Athletic Bilbao | 342        | 153        | 87         | 102        |                 | 51              | 29              | 8               | 14              |                    | 54                 | 27                 | 10                 | 17                 |             | 3           | 1           | 1           | 1           | 450    | 210    | 106    | 134    | 46,67      |             |
| Totale carriera        | Totale carriera        | Totale carriera        | 647        | 335        | 151        | 161        |                 | 100             | 56              | 21              | 23              |                    | 127                | 72                 | 23                 | 32                 |             | 9           | 2           | 1           | 6           | 883    | 465    | 196    | 222    | 52,66      |             |

## Palmarès

### Giocatore
- Coppa delle Coppe: 1

Barcellona: 1988-1989
- Coppa di Spagna: 1

Barcellona: 1989-1990

### Allenatore
- Campionato greco: 3

Olympiakos: 2008-2009, 2010-2011, 2011-2012
- Coppa di Grecia: 2

Olympiakos: 2008-2009, 2011-2012
- Supercoppa di Spagna: 2

Athletic Bilbao: 2015
Barcellona: 2018
- Campionato spagnolo: 2

Barcellona: 2017-2018, 2018-2019
- Coppa di Spagna: 2

Barcellona: 2017-2018
Athletic Bilbao: 2023-2024